# Ambassade de France en Roumanie
L'ambassade de France en Roumanie est la représentation diplomatique de la République française en Roumanie. Elle est située à Bucarest, la capitale du pays, et son ambassadeur est, depuis 2023, Nicolas Warnery.

## Ambassade et consulats

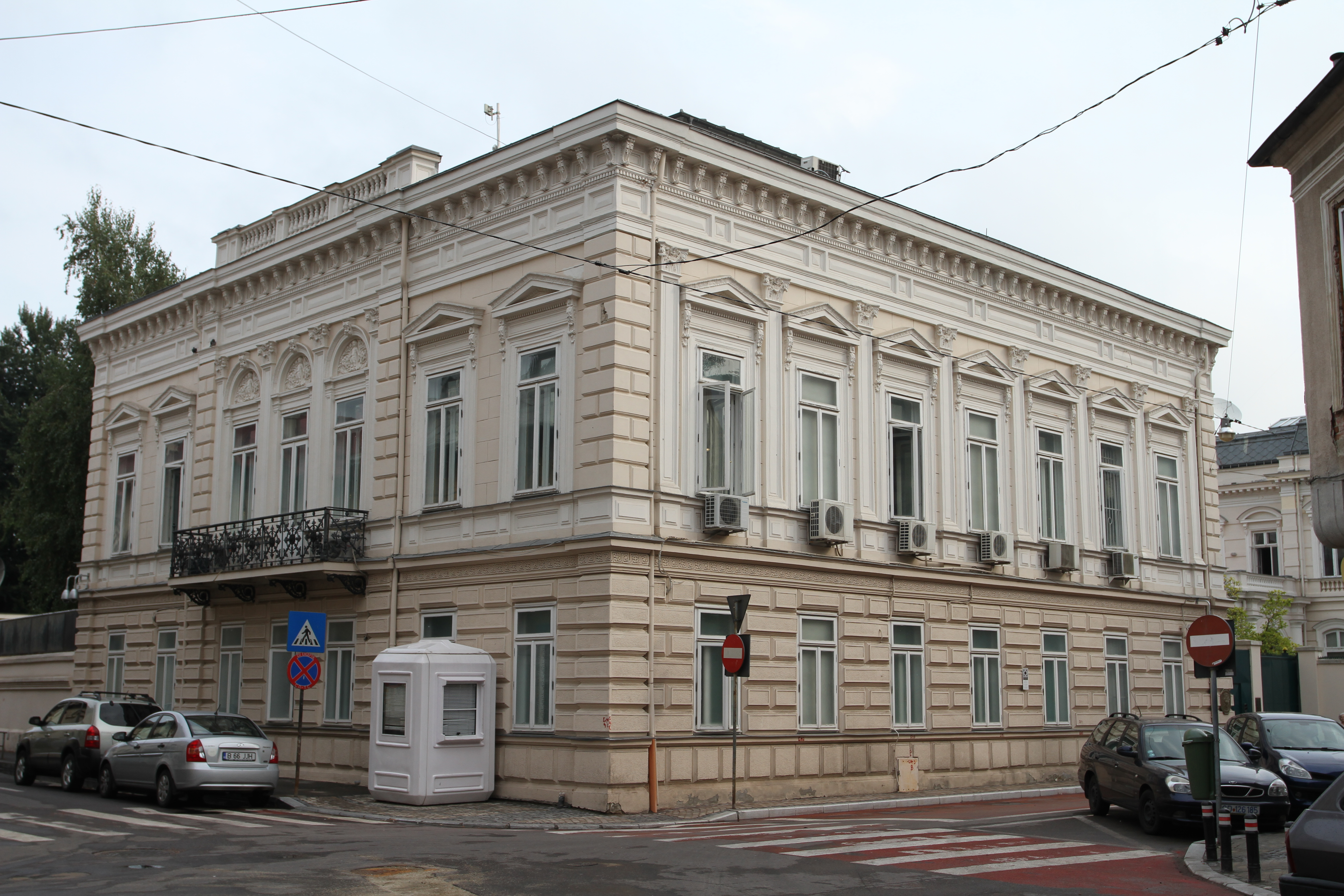

L'ambassade est située à Bucarest. Elle accueille aussi une section consulaire. Il existe en outre quatre consuls honoraires exerçant à Brasov, Cluj, Constanța et Timișoara.

## Histoire
Dès la fin du XIVe siècle, on trouve des traces de relations entre les Français et les Roumains, avec le combat de Jean Ier de Bourgogne aux côtés des Valaques contre les Turcs lors de la Bataille de Nicopolis. Les échanges se poursuivirent avec la présence de marchands français dans les principautés roumaines, tel Pierre Lescalopier en 1574, et aussi de majordomes, gouvernantes et précepteurs français auprès des familles de la noblesse roumaine, ou encore de secrétaires français auprès des princes régnants moldaves et valaques, ainsi que d'étudiants roumains à Paris, en constante augmentation du XVIIe au XIXe siècle. 
Au milieu du XVIIIe siècle, le diplomate Claude-Charles de Peyssonnel, consul de France à Smyrne, proposa l'ouverture d'une représentation française auprès des Principautés roumaines, mais ce n'est qu'en 1798 que furent ouverts un consulat général à Bucarest et un vice-consulat à Iași.
Les relations politiques entre les deux pays sont anciennes en comparaison de la relative jeunesse de l'État roumain unitaire, né de la renaissance culturelle roumaine qui, elle-même, doit beaucoup à l'influence française des Lumières. La révolution roumaine de 1848 ayant échoué à proclamer la République, la France de Napoléon III apporta son aide aux réformateurs de la Moldavie et de la Valachie, ce qui conduisit à l'union de ces deux principautés en 1859. L'indépendance du pays fut reconnue au Congrès de Berlin en 1878 et des relations diplomatiques furent établies entre la France et la Roumanie en 1880. Jusqu'à cette date, le consul général de France à Bucarest dépendait de l'ambassadeur français à Constantinople.
L'actuelle « Résidence de France » à Bucarest fut, dès 1889, le siège de l'ambassade. Elle servait aussi de résidence à l'ambassadeur. Construite une dizaine d'années après l'établissement des relations diplomatiques entre les deux pays, elle était d'abord louée. En 1919, l'État français s'en porta acquéreur pour un montant de 400 000 francs. Mais la bâtisse devenant trop exiguë au fil du temps, un hôtel particulier jouxtant la légation fut achetée en 1938 par le gouvernement roumain pour y abriter les services de l'ambassade. Le bâtiment, qui avait été construit en 1873 et agrandi en 1889 par l'architecte Carol Benis, appartenait à Ion Marghiloman, père d'Alexandru, qui fut Premier ministre. La décoration intérieure, meubles, tapis, soies et tentures, fut confiée au cabinet d'architectes parisien Krieger.
Lors de la Première Guerre mondiale, la Roumanie se joignit aux alliés et devint la « Grande Roumanie » entre les deux guerres. En novembre 1938, les relations diplomatiques furent élevées au niveau d'ambassade, et non plus de légation. Pendant la Seconde Guerre mondiale l'Ambassade continua à fonctionner, car le régime de Vichy et celui du maréchal Antonescu (autoproclamé « Pétain roumain ») gardèrent des relations diplomatiques officielles et amicales. La Libération intervenant en même temps en France et en Roumanie, elle resta également en fonction pendant la période d'après-guerre. Toutefois cette activité fut assez réduite durant le régime communiste de Roumanie, sauf en 1968 et en 1979 lorsque Charles de Gaulle puis le président Giscard d'Estaing rendirent des visites d'État à Nicolae Ceaușescu, à Bucarest.
La période 1989-1991 fut en revanche, à la suite de la chute de la dictature et du rideau de fer, une période d'intense activité notamment au niveau du consulat et des attachés commerciaux et culturels, avec le rétablissement de la démocratie, de l'économie de marché, des relations culturelles libres et de la libre-circulation des biens et des personnes ; durant cette période, c'est le président français Mitterrand qui rendit une visite d'État à son homologue roumain Ion Iliescu.
Peu après l'entrée de son pays dans l'Union européenne en 2007, le président Băsescu, en août 2009, déclara prioritaire la politique étrangère de son pays avec, à égalité, la France et les États-Unis.

## Ambassadeurs de France en Roumanie
| De   | À    | Ambassadeur                                               |
| ---- | ---- | --------------------------------------------------------- |
| 1881 | 1885 | Maximilien-Napoléon-Théodore baron de Ring                |
| 1885 | 1894 | Gustave de Coutouly de Dorset                             |
| 1894 | 1897 | Eugène Thomas                                             |
| 1897 | 1904 | Arsène Henry                                              |
| 1904 | 1907 | Ernest-René Joseph Adrien Bourgarel                       |
| 1907 | 1916 | Jean-Camille Blondel                                      |
| 1917 | 1920 | Auguste-Félix-Charles de Beaupoil, comte de Saint-Aulaire |
| 1920 | 1923 | Émile Daeschner                                           |
| 1933 | 1936 | André d'Ormesson                                          |
| 1936 | 1940 | Adrien Thierry                                            |
| 1940 | 1943 | Jacques Truelle                                           |
| 1943 | 1944 | Paul Morand                                               |
| 1944 | 1945 | Roger Sarret                                              |
| 1945 | 1948 | Jean Paul-Boncour                                         |
| 1948 | 1950 | Pierre Charpentier                                        |
| 1950 | 1952 | Charles Gaire                                             |
| 1952 | 1953 | Renaud Sivan                                              |
| 1953 | 1958 | Pierre Francfort                                          |
| 1958 | 1960 | Jacques-Émile Paris                                       |
| 1960 | 1964 | Pierre Bouffanais                                         |
| 1964 | 1968 | Louis Pons                                                |
| 1968 | 1972 | Pierre Pelen                                              |
| 1972 | 1975 | Francis Levasseur                                         |
| 1975 | 1977 | Raoul Delaye                                              |
| 1977 | 1981 | Pierre Cerles                                             |
| 1981 | 1983 | Marcel Beaux                                              |
| 1983 | 1987 | Michel Rougagnou                                          |
| 1987 | 1990 | Jean-Marie Le Breton                                      |
| 1990 | 1993 | Renaud Vignal (d)                                         |
| 1993 | 1997 | Bernard Boyer                                             |
| 1997 | 2002 | Pierre Ménat                                              |
| 2002 | 2004 | Philippe Étienne                                          |
| 2004 | 2007 | Hervé Bolot (d)                                           |
| 2007 | 2012 | Henri Paul                                                |
| 2012 | 2014 | Philippe Gustin                                           |
| 2014 | 2017 | François Saint-Paul (tr)                                  |
| 2017 | 2020 | Michèle Ramis (d)                                         |
| 2020 | 2023 | Laurence Auer                                             |
| 2023 | auj. | Nicolas Warnery                                           |

### Communauté française
Le nombre de Français établis en Roumanie est estimé à environ 4 800. Au 31 décembre 2016, 3 945 sont inscrits sur les registres consulaires en Roumanie.
| 2001  | 2002  | 2003  | 2004  |
| ----- | ----- | ----- | ----- |
| 1 420 | 1 577 | 1 745 | 1 938 |

| 2005  | 2006  | 2007  | 2008  |
| ----- | ----- | ----- | ----- |
| 2 256 | 2 643 | 2 208 | 2 483 |

| 2009  | 2010  | 2011  | 2012  |
| ----- | ----- | ----- | ----- |
| 2 799 | 2 985 | 2 979 | 2 973 |

| 2013  | 2014  | 2015  | 2016  |
| ----- | ----- | ----- | ----- |
| 3 075 | 3 337 | 3 562 | 3 945 |

### Circonscriptions électorales
Depuis la loi du 22 juillet 2013 réformant la représentation des Français établis hors de France avec la mise en place de conseils consulaires au sein des missions diplomatiques, les ressortissants français d'une circonscription recouvrant la Moldavie et la Roumanie élisent pour six ans trois conseillers consulaires. Ces derniers ont trois rôles : 
1. ils sont des élus de proximité pour les Français de l'étranger ;
2. ils appartiennent à l'une des quinze circonscriptions qui élisent en leur sein les membres de l'Assemblée des Français de l'étranger ;
3. ils intègrent le collège électoral qui élit les sénateurs représentant les Français établis hors de France.

Pour l'élection à l'Assemblée des Français de l'étranger, la Roumanie appartenait jusqu'en 2014 à la circonscription électorale de Vienne comprenant aussi l'Albanie, l'Autriche, la Bosnie-Herzégovine, la Bulgarie, la Croatie, la Hongrie, la Macédoine du Nord, la Pologne, la Serbie-et-Monténégro, la Slovaquie, la Slovénie, et la Tchéquie, et désignant trois sièges. La Roumanie appartient désormais à la circonscription électorale « Europe centrale et orientale » dont le chef-lieu est Varsovie et qui désigne trois de ses 19 conseillers consulaires pour siéger parmi les 90 membres de l'Assemblée des Français de l'étranger.
Pour l'élection des députés des Français de l’étranger, la Roumanie dépend de la 7e circonscription.